# Паляниця Андрій Віталійович
Андрі́й Віта́лійович Паляни́ця — солдат (Міністерство внутрішніх справ України).

## Біографія
У листопаді 2013 року призваний до лав Внутрішніх військ України (м. Кривий Ріг, ВЧ 3011). З квітня 2014-го брав участь в антитерористичній операції; 23 липня при звільненні Лисичанська поранений — відділення потрапило в засідку терористів, вівся бій під перехресним вогнем. Прикрив товаришів своїм тілом, зазнав чисельних поранень. Проходив лікування у Львівському військовому госпіталі — проникаюче поранення правої надбрівної частини, переніс не одну операцію, частково паралізована ліва частина тіла.
Проживає у місті Херсон.

## Нагороди
14 серпня 2014 року — за особисту мужність і героїзм, виявлені у захисті державного суверенітету та територіальної цілісності України, вірність військовій присязі під час російсько-української війни, відзначений — нагороджений орденом «За мужність» III ступеня.